# Stroganina

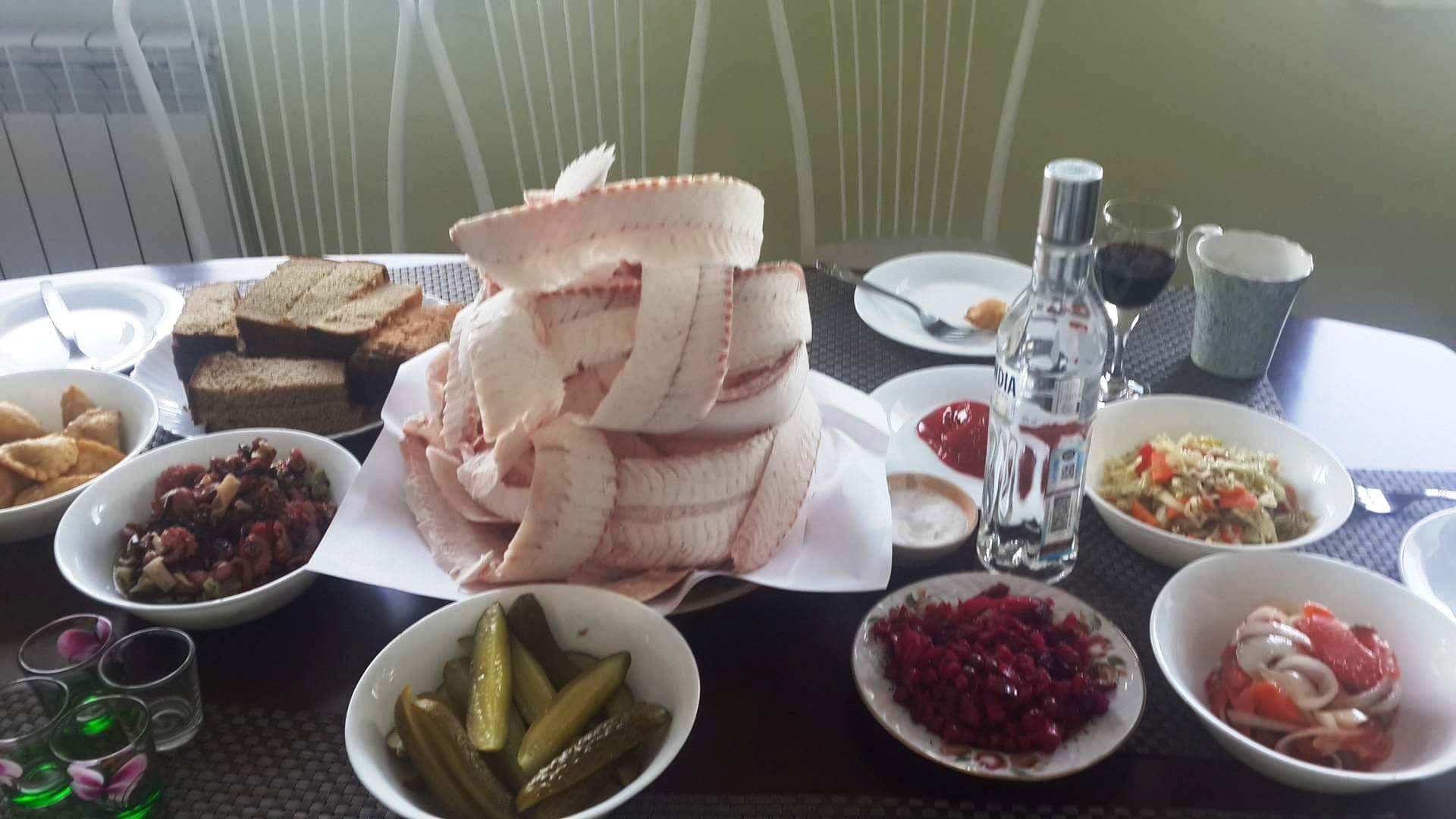
Stroganina preparada em uma mesa

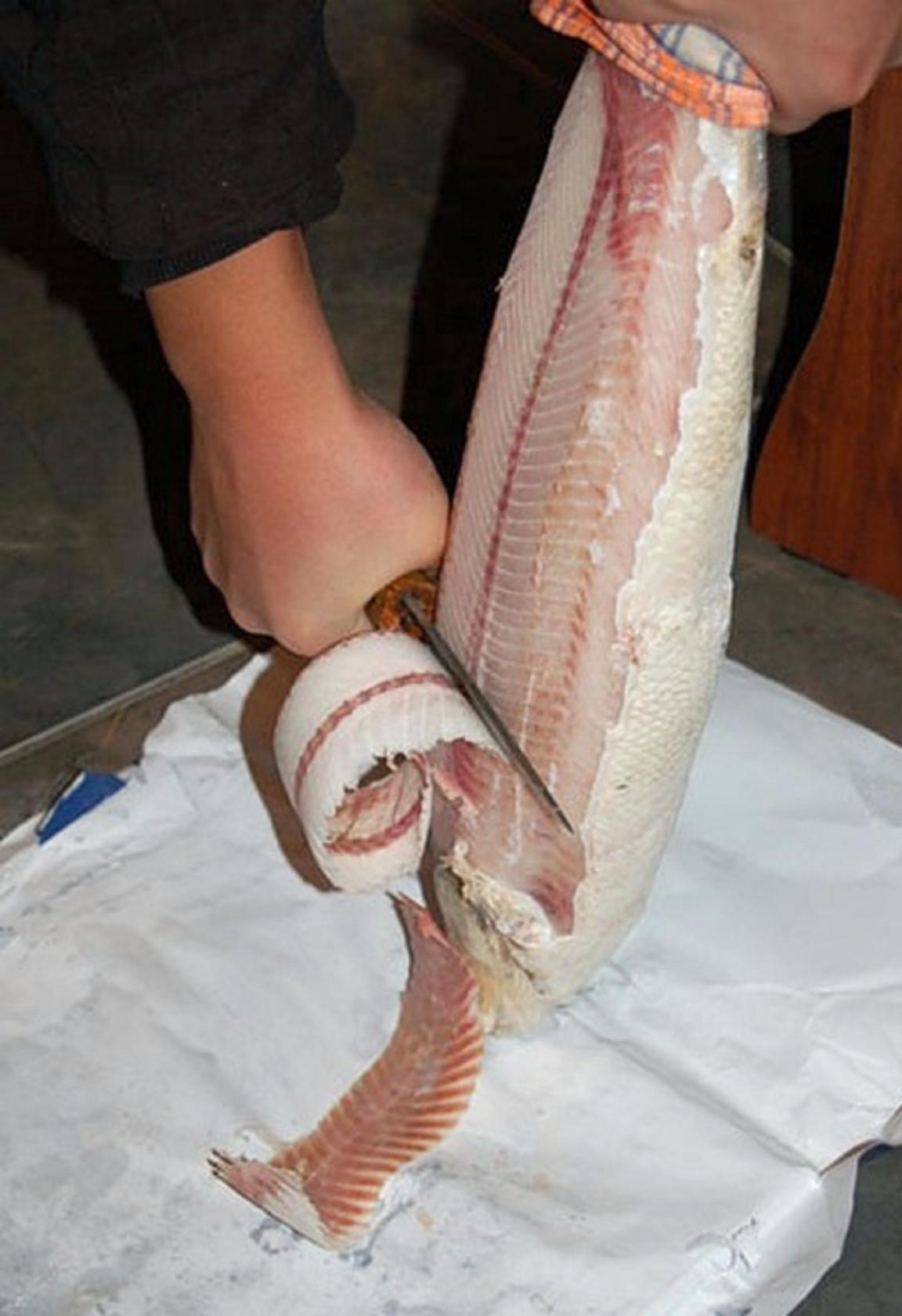
Cortando stroganina com uma faca Yakute

Stroganina (em russo строганина, literalmente, "raspas") é um prato típico dos povos indígenas do norte da Sibéria, região da Rússia, que consiste em raspas cruas, finas e longas de peixe congelado. Nos arredores do Lago Baikal, o prato é conhecido como raskolokta. Tradicionalmente,a stroganina é feita com peixes brancos de água doce e salmonídeos encontrados nas águas do Ártico Siberiano, como nelma, muksun, chir e omul. Raramente, o prato é feito com carne de esturjão. Este prato é muito popular entre os nativos da Sibéria, e está presente na culinária Iacute, esquimó, Komi e Yamal.
O prato é muitas vezes servido acompanhado de vodka.

## Ingredientes e preparação

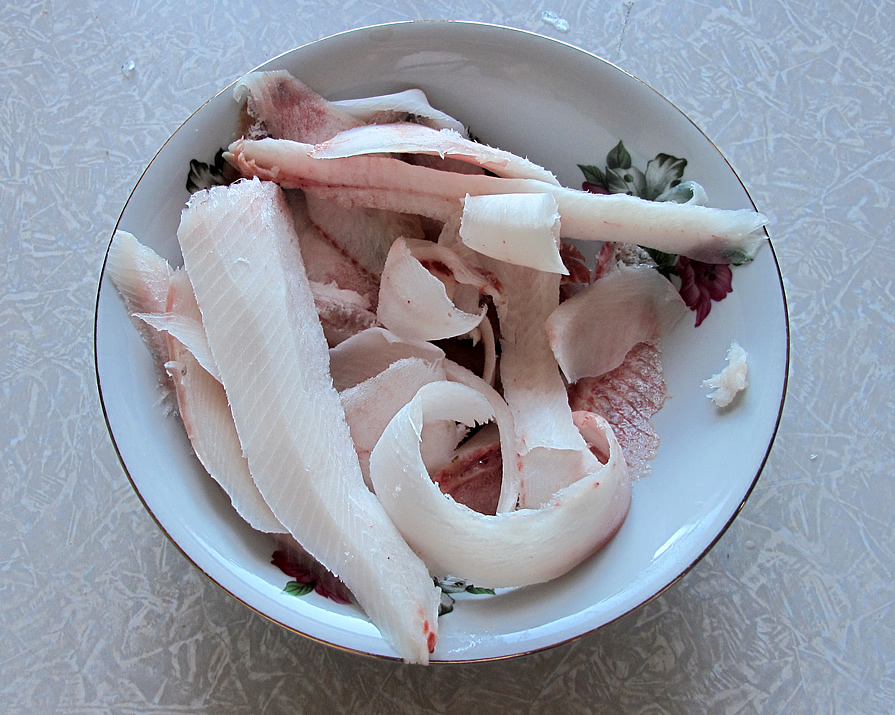
Stroganina, prato típico dos povos indígenas do norte da Sibéria.

Peixe congelado é utilizado para a preparação de stroganina. O peixe para stroganina geralmente é capturado durante o outono e congelado fresco, a fim de evitar a formação de cristais de gelo na carne durante congelamentos lentos.
Antes da preparação do stroganina, tiras de pele são cortadas das costas e no abdômen, da cauda até a cabeça. Incisões verticais são feitas na carne. O peixe é colocado de cabeça para baixo sobre uma superfície dura e sua pele é retirada com uma faca afiada. A fim de manter as fatias congeladas máximo de tempo possível, o stroganina é servido imediatamente sobre pratos congelados não-metálicos, ou em tigelas geladas, com sal e pimenta-do-reino em pó. Ele geralmente é comido com as mãos, enquanto ainda congelado.
Stroganina, como caviar, é frequentemente consumida com vodka.

## Variações
Uma variação do prato é molochnaya stroganina, que é preparado com stroganina e leite congelado.
O nome também se aplica para stroganina feita com carne de rena.

## Na cultura popular
Na capital da Rússia, Moscou, há um bar chamado "Stroganina Bar" que é especializado em servir stroganina.
A cidade de Yakutsk, a capital da República da Iacútia, sedia anualmente festivais que celebram a iguaria; o festival faz parte das celebrações da chegada do inverno, no início do mês de dezembro. A primeira edição foi realizada em 2008.